# Koller József (történész)
Nagymányai Koller József (Huszt, 1745. december 16. – Pécs, 1832. szeptember 2.) római katolikus pap, levéltáros, könyvtárigazgató, nagyprépost, egyháztörténész.

## Életpályája
Iskoláit Pozsonyban kezdte meg. Nagyszombaton tanult bölcsészetet és jogot. 1762-ben lett teológus Pécsen. 1762-ben Klimó György javaslatára a pécsi egyházmegyéhez került, ahol folytatta tanulmányait. 1764-ben a pécsi bazilikában tett vizsgát. 1764-ben Bécsben folytatta teológiai tanulmányait. 1766-ban Rómába került, ahol a pécsi püspökség történetéhez végzett adatgyűjtést. 1767-ben Pozsonyban alszerpappá szentelték. 1769-ben áldozópap lett. 1771-től teológiai tanár lett. 1772-ben a pécsi püspökség könyvtárának vezetőjévé nevezték ki. 1773-ban szentszéki tanácsossá nevezték ki. 1775-ben lett pécsi kanonok. 1792–1811 között országgyűlési követ volt. 1795-ben préposttá avatták. 1803-ban nagypréposttá nevezték ki. 1824-ben Király József pécsi püspök helyettese lett.

## Művei
- Historia Episcopatus Quinquecclesiensis (I–VII. Posonii, 1782–1812)
- De sacra regni Hungariae corona commentarius (Pécs, 1800)
- Prolegomena in historiam episcopatus Quinqueecclesiarum (Pozsony, 1804).
- Littera pastoralis (Pécs, 1826)
- Dobai Székely Sámuel és Koller József levelezése; sajtó alá rend., bev., jegyz. Hencz Enikő; PPKE BTK, Piliscsaba, 2016 (Pázmány irodalmi műhely. Források)